# Creeper (EP)
Creeper es el primer EP de la banda británica de punk rock Creeper. Publicado el 19 de junio de 2014, en su sello independiente Palm Reader, antes de que fuera publicado en edición limitada de 12 "vinilo por Palm Reader Records el 8 de diciembre de 2014." Gloom " Y "VCR" fueron lanzados como videos musicales.
Creeper fue escrito principalmente por el vocalista Will Gould y el guitarrista Ian Miles (con dos canciones coescritas por la segunda guitarrista Sina Nemati), el debut EP de Creeper fue grabado poco después de la formación de la banda en 2014. El EP recibió críticas positivas de los críticos musicales, Un fuerte ejemplo de punk rock moderno y un debut prometedor de la banda, así como la comparación de su sonido con el de Alkaline Trio y AFI.

## Lista de canciones
| N.º | Título           | Escritor(es) | Duración |  |
| 1.  | «We Had a Pact»  | Will Gould   | 3:53     |  |
| 2.  | «Gloom»          | Gould        | 3:23     |  |
| 3.  | «VCR»            | Gould        | 3:33     |  |
| 4.  | «Into the Black» | Gould        | 3:10     |  |
| 5.  | «Novena»         | Gould        | 3:29     |  |

## Personal
- Will Gould - voz
- Ian Miles - guitarra, coros
- Sina Nemati - guitarra
- Sean Scott - bajo
- Dan Bratton - batería
- Neil Kennedy - producción, ingeniería
- Alan Douches - masterización